# Juliomys pictipes
Espèce
Synonymes
- Juliomys pictipes (Osgood, 1933)[2]
- Thomasomys pictipes Osgood, 1933[3]
- Wilfredomys pictipes (Osgood, 1933) (préféré par BioLib)[2]

Statut de conservation UICN

 LC  : Préoccupation mineure
Juliomys pictipes est une espèce de rongeurs de la famille des Cricetidae.

## Systématique
L'espèce Juliomys pictipes a été initialement décrite en 1933 par Wilfred Hudson Osgood sous le protonyme de Thomasomys pictipes

## Répartition et habitat
Cette espèce est présente au Brésil et en Argentine. Elle vit dans les forêts entre le niveau de la mer et 2 000 m d'altitude.

## Description
L'holotype de Juliomys pictipes, un mâle adulte, mesure 197 mm de longueur totale dont 97 mm pour la queue. Cette espèce présente une teinte générale ocre fauve teintée de sombre sur le dos et les épaules et plus claire sur la croupe et les cuisses. Sa queue est bicolore à l'exception de son extrémité sur les derniers 10-15 mm.

## Publication originale
- (en) Wilfred H. Osgood, « Two new rodents from Argentina », Publications of the Field Museum of Natural History, Zoological series, Chicago, Inconnu, vol. 20, no 3,‎ 11 décembre 1933, p. 11-14 (ISSN 0895-0237, OCLC 16314164, lire en ligne).